# Kościół św. Marcina w Gostycynie
Kościół świętego Marcina – rzymskokatolicki kościół parafialny należący do parafii pod tym samym wezwaniem (dekanat tucholski diecezji pelplińskiej).
Jest to późnobarokowa świątynia wzniesiona w 1819 roku,z pastelową, ożywioną pilastrami elewacją. Następnie została rozbudowana w 1910 roku o prezbiterium i neobarokową wieżę według projektu architektów: Behrendta i Fasta. Wnętrze nakrywa płaski strop.

## Wnętrze
Kościół posiada kilkanaście zabytków:
Najstarszym z nich jest rzeźba Chrystusa ukrzyżowanego wykonana w stylu późnogotyckim przez nieznanego autora w XVI wieku.
Z XVIII wieku pochodzą: obraz z ołtarza głównego przedstawiający Matkę Bożą z Dzieciątkiem, namalowany przez nieznanego autora w stylu barokowym, a także rzeźby świętych Apostołów Piotra i Pawła, umieszczone w ołtarzu głównym. Ołtarz główny powstał w stylu barokowo-klasycystycznym około 1819 roku. Ołtarze boczne powstały w XVIII wieku w stylu późnobarokowym, zapewne w Koronowie.
W drugiej połowie XVIII wieku powstały:
- Dwa obrazy umieszczone w części wieżowej budowli. Jeden (na początku XX wieku był umieszczony w lewym ołtarzu bocznym) przedstawia patrona świątyni - św. Marcina z Tours, drugi przedstawia św. Annę nauczającą Marię;
- Płaskorzeźby wykonane w stylu rokokowym, powieszone na prawej i lewej ścianie kościoła. Jedna przedstawia scenę dzielenia się przez św. Marcina płaszczem ze spotkanym nędzarzem. Druga przedstawia scenę śmierci św. Józefa.

Na przełomie XVIII i XIX wieku została wykonana ambona w stylu późnobarokowym. W pierwszej ćwierci XIX wieku powstała klasycystyczna chrzcielnica. W 1864 roku została wykonana, w stylu ludowym, rzeźba Chrystusa Zmartwychwstałego. W drugiej połowie XIX wieku powstał neobarokowy krucyfiks, natomiast pod koniec tego wieku została wykonana neogotycka płaskorzeźba przedstawiająca prawdę wiary o Trójcy Świętej. W tym samym czasie powstała także neogotycka rzeźba przedstawiająca św. Jana Ewangelistę. Relikwiarz zawierający relikwie dwóch świętych, powstał w 1890 roku. W 1910 roku została wykonana eklektyczna płaskorzeźba, umieszczona nad głównym wejściem do świątyni.

## Proboszczowie
- ks. Ireneusz Machut (2022– )[5]